# Gušteri (film)
Gušteri (eng. Jarhead) je biografska ratna drama temeljena na istoimenim memoarima američkog marinca Anthonyja Swofforda. Film je režirao Sam Mendes, a glavne uloge dobili su Jake Gyllenhaal, Jamie Foxx, Peter Saarsgard i Chris Cooper. Naziv filma dolazi od žargona američkih marinaca koji koriste taj pojam (jarhead) za svoje karakteristične uredne kratke frizure što ih čini nalik gušterima. 

## Radnja
1989., Anthony "Swoff" Swofford (Jake Gyllenhaal) polazi na osnovnu obuku Marinaca prije stacioniranja u Campu Pendleton. Tvrdeći da da je došao u Korpus zato što se "izgubio na putu do koledža", Swoffordu je teško provoditi vrijeme u Pendletonu i nije mu lako naći prijatelje. Dodijeljen je 2. vodu, satnije Golf, 2. bojne 7. marinske pukovnije (7. marinci) gdje ga drugi marinci pokušaju prestrašiti s njihovim običajem stavljanja žiga pomoću vatrene šipke. Swofford se sljedećeg jutra probudi zavezan za šipke kreveta gdje mu kaplar Alan Troy (Peter Saarsgard) kaže da ako hoće žig, mora ga zaslužiti. Nakon incidenta, Swofford se pravi da ima konstipaciju kako bi izbjegao svoje dužnosti. Nadnarednik Sykes (Jamie Foxx) naiđe na Swofforda u zahodu i uzme u obzir njegov potencijal i nudi mu priliku da postane izvidnički snajperist u vodu za nadzor i akviziciju mete.
Nakon napornog treninga, u izvidničkom snajperskom kursu preostalo je samo osam kandidata, među njima Swofford koji postaje snajperist zajedno s Troyem koji je njegov promatrač. Troy i ostatak voda na TV-u gledaju vijesti koje prikazuju Irakovu invaziju na Kuvajt s predosjećajem da ići u akciju. Swofford i njegova jedinica raspoređeni su u Perzijski zaljev kao dio operacije Pustinjski štit. Željni borbe, marinci se nađu u dosadi s konstantnom vježbom te rutinskom monotonijom što ih potakne da razgovaraju o nevjernim curama i ženama koji ih čekaju kod kuće. Čak su i podigli pano s fotografijama s kratkim zabilješkama o tome kakve su izdaje i podmuklosti napravile.
Swofford kupi nedopušteni alkohol i organizira improviziranu Božićnu zabavu, angažirajući nestašnog razvodnika prve klase Fergusa O'Donnella da stražari kako bi on mogao slaviti. Fergus sluša glazbu i zaboravi na kobasice koje je pekao, pokušavajući ugasiti vatru zapali šator i primijeti da su pored njega na stolu drvene kutije pune signalnih raketa. Buka i blještavilo uzbudi cijeli kamp što naljuti nadnarednika Sykesa koji ujutro degradira Swofforda s lance kaplara (Lance Corporal, E-3) na razvodnika (Private, E-1) i zaduži ga za čišćenje zahoda. Kazne, kombinirane s vrućinom, s dosadom i sumnjama da će ga izdati cura dovode Swofforda do živčanog sloma. Tog jutra, Swofford uči Fergusa brzo rastavljanje i sastavljanje (field strip) puške M16A2, zatim se razbjesni na njega, nacilja s M16 u njega i kaže mu tehnička svojstva puške, glasno recitira Streljačku zakletvu, zatim ga tjera da ponavlja za njim i da ga upuca. 
Nakon nekog vremena kasnije, operacija Pustinjska oluja počne i marinci su sada prebačeni na granicu Saudijske Arabije i Kuvajta. Swoffordu Sykes kaže da je Troy sakrio svoj kriminalni dosje tijekom regrutiranja i da će biti izbačen iz jedinice kada se vrati u SAD. Troy se udalji od svojih suborca. Znajući da se Troy nikada više neće moći ponovo unovačiti, marinci ga napadnu i obilježe ga žigom "USMC" (United States Marine Corps) na nozi s vrućim željezom. Prateći iznenadni prijateljski napad (kada snage iste države slučajno napadnu svoje postrojbe) s tri A-10C borbenih aviona, marinci napreduju kroz pustinju, a protivnicima ni traga. Tijekom tog vremena Troy natjera Swofforda da se ispriča Fergusu koji se još trese od straha. Trupe hodaju kroz Cestu smrti punu izgorjelih vozila i pougljenjenih crnih leševa bježećih iračkih vojnika nakon kampanje američkog bombardiranja. Kasnije marinci uhvate pogled na udaljene goruće naftne izvore, zapaljenih nakon samo par trenutaka prije povlačenja iračkih vojnika. Kada padne mrak, vod kopa rupe za spavanje dok kiša nafte s neba pada i stupovi vatre svijetle pored njih. Prije nego što završe, Sykes im naredi da se miču na drugo mjesto jer se vjetar promijenio. 
Sljedećeg dana, Swofford i Troy konačno dobiju snajpersku misiju. Poručnik pukovnik Kazinski, zapovjednik njihovog bataljuna, kaže im da trebaju srediti barem jednog od dvoje visokih časnika Saddamove republikanske garde koji će se sastati u kontrolnom tornju obližnjeg aerodroma. Samo prije par sekunda nego Swofford napravi hitac, bojnik Lincoln ih prekine zato da bi sazvao zračni napad (air strike). Swofford i Troy se protive, ali su nadglasani i gledaju u razočaranju kako avioni bacaju bombe na irački aerodrom.
Na putu doma, trupe paradiraju kroz grad u veselju pobjede. Swofford se vrati kući i vidi da njegova cura ima novog dečka, Fowler je u baru s prostitutkom, Kruger (Lucas Black) u korporativnoj sobi za sastanke, Escobar (Laz Alonso) radi kao zaposlenik supermarketa, Cortez (Jacob Vargas) je otac troje djece, a Sykes nastavlja službu kao Prvi narednik u operaciji Iračka sloboda 2003. U neodređenom vremenu kasnije, Swofford saznaje za Troyevu smrt nakon Fergusovog iznenadnog posjeta. Cijeli vod je na sprovodu, Swofford se sastaje sa starim prijateljima marincima i prisjeća se o učincima rata.

## Uloge
- Jake Gyllenhaal kao PVT/LCPL (razvodnik/lance kaplar) Anthony Swofford, poznat kao "Swoff". Iz Sacramentoa, California.
- Peter Saarsgard kao CPL (kaplar) Alan Troy: Swoffov prijatelj i promatrač. Iz Greenvillea, Michigan.
- Jamie Foxx kao SSG (nadnarednik) Sykes: seniorski dočasnik i ujedno vođa voda.
- Lucas Black kao LCPL Chris Kruger: dizenter, morao je odabrati da li će ići u zatvor ili u Korpus marinaca. Iz Baytowna, Texas.
- Evan Jones kao PFC (razvodnik prve klase) Dave Fowler. Iz Framinghama, Massachusetts.
- Brian Gerahty kao PFC Fergus O'Donnell. Iz Cottonwood Fallsa, Kansas.
- Laz Alonso kao LCPL Ramon Escobar. Iz Miamija, Florida.
- Jacob Vargas kao LCPL Juan Cortez. Iz Delanoa, California.
- Chris Cooper kao LTC (poručnik pukovnik) Kazinski. Zapovjednik bataljuna.
- John Krasinski kao CPL Harrigan.
- Dennis Haysbert kao MAJ (bojnik) Lincoln. Izvršni časnik bataljuna.
- Iván Fenyő kao Pinko. Marinac i mađarski imigrant.
- Scott MacDonald kao SSG Fitch. Drill instruktor.
- James Morrison kao stari g. Swofford. Anthonyjev otac.